# Novakiella
Genre
Synonymes
- Novakia Court & Forster, 1988 nec Strobl, 1893

Novakiella est un genre d'araignées aranéomorphes de la famille des Araneidae.

## Distribution
Les espèces de ce genre se rencontrent en Australie et en Nouvelle-Zélande.

## Liste des espèces
Selon World Spider Catalog (version 22.5, 09/08/2021) :
- Novakiella boletus Framenau, Vink, Scharff, Baptista & Castanheira, 2021
- Novakiella trituberculosa (Roewer, 1942)

## Publications originales
- Platnick, 1993 : Advances in spider taxonomy 1988-1991, with synonymies and transfers 1940-1980. New York, p. 1-846.
- Court & Forster, 1988 : « The spiders of New Zealand: Part VI. Family Araneidae. » Otago Museum Bulletin, vol. 6, p. 68-124.